# 叙利亚的哭声
叙利亚的哭声（英語：Cries from Syria）是一部叙利亚内战有关的紀錄片，由HBO制作播出，导演Evgeny Afineevsky，内容包含叙利亚战场视频，以及对自由军战士、活动家、记者、叛逃军人和难民的采访，其中一些是儿童。該節目於2019年3月17日於香港電視娛樂96台晚上播放。